# Daphnis et Alcimadure (opéra)
Pour l’article homonyme, voir Daphnis et Alcimadure.
Personnages
- Clémence Isaure, patronne des Jeux Floraux (soprano)
- Daphnis, jeune berger (haute-contre)
- Alcimadure, bergère (soprano)
- Janet, frère d'Alcimadure (ténor)
- Jardiniers, Jardinières, Pueples, Nobles; Bergers, Bergères, Pastres, Chasseurs, Chasseresses, Mariniers, Marinières (chœur et ballet)

Daphnis et Alcimadure (Dafnís e Alcimadura en graphie occitane classique ou Daphnis é Alcimaduro dans l'ancienne graphie du livret originel) est un opéra en occitan dont la musique et le livret ont été composés par le violoniste, chef d'orchestre et compositeur Jean-Joseph Cassanéa de Mondonville. L'opéra, qui s'inspire de la fable du même nom de Jean de La Fontaine, est divisé en trois actes et comprend aussi un prologue en français de Claude-Henri de Fusée de Voisenon, intitulé Les Jeux floraux.

## Histoire et interprétations

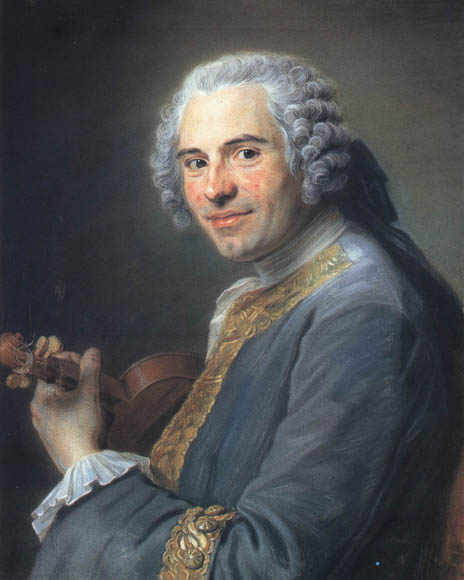
Jean-Joseph Cassanéa de Mondonville par Quentin de La Tour

L'opéra fut interprété pour la première fois le 24 octobre 1754 à Fontainebleau devant la cour et le roi Louis XV.
Largement commenté dans le Mercure de France et également par Melchior Grimm, cet opéra fut remonté plusieurs fois dans d'autres villes et même ensuite traduit en français, plagié et parodié.
Mondonville, originaire du Languedoc, s'entoura, pour monter cet opéra, d'artistes de premier plan originaires de diverses régions de langue occitane : la prima donna bordelaise Marie Fel, le prim'uomo béarnais Pierre de Jélyotte, le secondo uomo Jean-Paul Spesoller dit La Tour (ou Latour), qui venait également de l'Occitanie culturelle, probablement de la région de Carcassonne.
Il faut signaler que la date de 1754 place cet opéra en plein dans la Querelle des Bouffons dans laquelle Mondonville fut identifié comme étant du côté de la musique française, ce qui justifia des critiques de la part de Grimm qui, néanmoins, loua la langue, l'occitan se rapprochant davantage, par son origine géographique et son accentuation, de l'italien que du français. Grimm rapporte les doutes qu'on eut sur l'originalité de Daphnis et Alcimadure, l'œuvre étant d'abord vue comme un plagiat de l'Opéra de Frountignan, de Nicolas Fizes, resté très populaire. Grimm conclut qu'« il paraît toujours vraisemblable que M. Mondonville a arrangé les paroles à sa façon et qu'à peu de chose près il peut s'en dire l'auteur. Pour la musique, on convient, ce me semble assez, qu'elle est pillée des différents intermèdes italiens qu'on a représentés ici pendant un an et demi, et que le reste consiste dans des airs que tout le monde en Languedoc sait par cœur ».
Daphnis et Alcimadure a été monté et enregistré sur disque vinyle à Montpellier au début des années 1980 et quelques morceaux ont été enregistrés (sur disque compact cette fois) en 1999. Voir Musique aux états du Languedoc dans la discographie. En 2022, l'ensemble Les Passions, dirigé par Jean-Marc Andrieu, l'enregistre au disque les 30 septembre et 1er octobre à Montauban (théâtre Olympe de Gouges) et le produit en public les 12 et 13 octobre à Toulouse (théâtre du Capitole). Le disque sort le 20 octobre 2023.

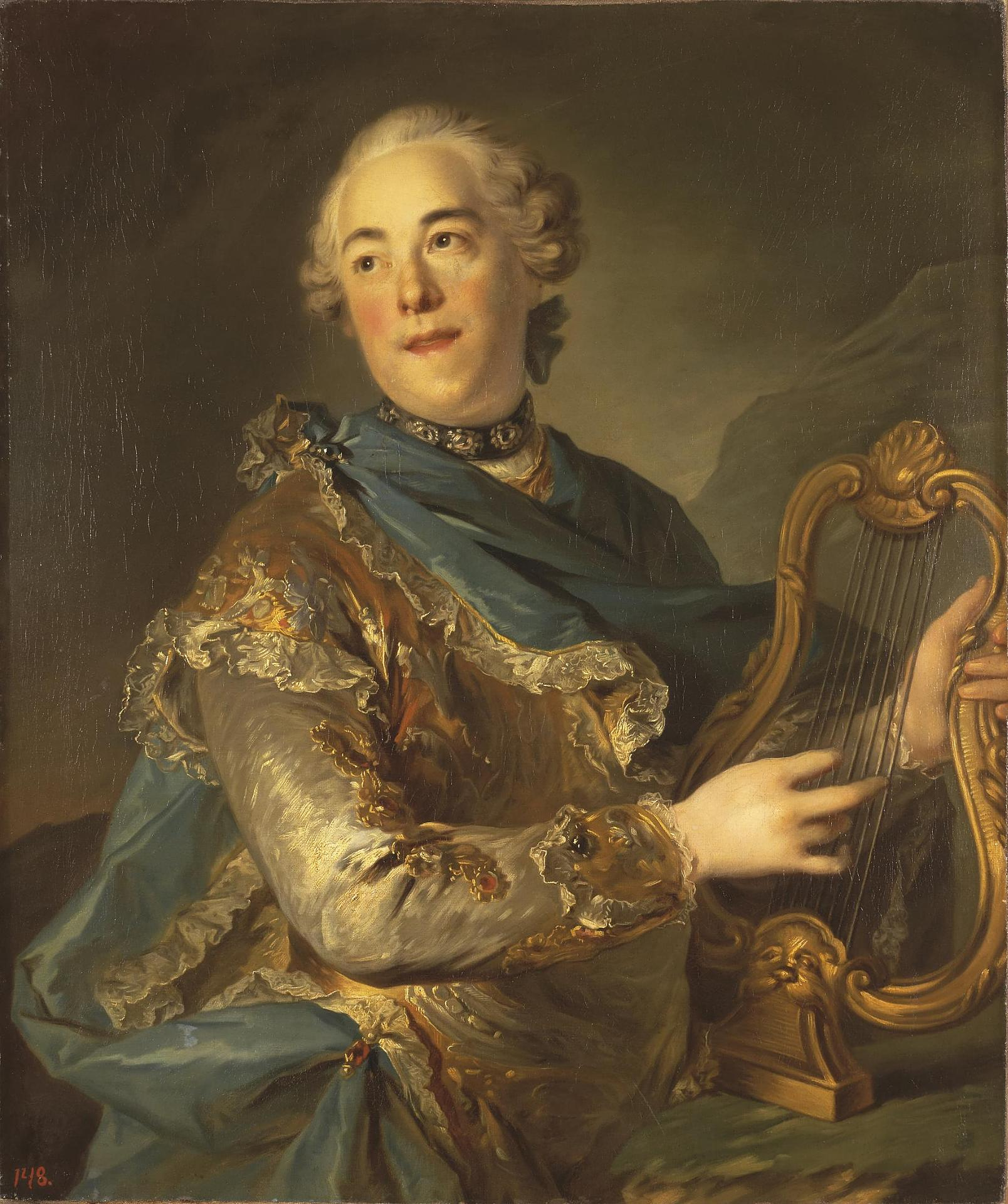
Pierre de Jéliotte

## Synopsis

Marie Fel, par Quentin de La Tour (1757, pastel, musée Antoine-Lécuyer.

Un prologue en français invoque Clémence Isaure (patronne allégorique de l'occitan) ainsi que les Jeux Floraux afin de pourvoir évoquer l'histoire idéalisée de la langue occitane. Le livret se poursuit ensuite exclusivement en occitan.
- Acte I : Daphnis est un jeune pâtre amoureux d'Alcimadure. Mais cette dernière refuse cet amour, car elle ne croit pas à sa sincérité. Janet, le frère d'Alcimadure se propose de prouver que cet amour est honnête.

- Acte II : Janet déguisé en soldat vient trouver Daphnis en se vantant, pour l'impressionner, d'avoir brillé sur maints champs de bataille avant de lui conter qu'il va épouser Alcimadure, une fois qu'il aura tué un certain berger du nom de Daphnis. Ce dernier, loin d'être impressionné, confirme son attachement envers la bergère dont il est amoureux et que l'on entend alors pousser un cri d'effroi car un loup la poursuit. Daphnis part à son secours, tue la bête et sauve Alcimadure : reconnaissante, elle ne lui accorde cependant toujours pas son amour.

- Acte III : Janet essaie en vain à nouveau de raisonner Alcimadure. Daphnis, en désespoir de cause, annonce qu'il désire mourir. Quand Janet annonce la mort du berger à sa sœur, cette dernière se plaint à son tour de ne plus vouloir vivre, tout en confessant son amour. Cependant, la mort de Daphnis n'était qu'un subterfuge et les deux bergers peuvent désormais s'aimer.

## Éditions
- Nicolau Fizes e Joan Josèp Cassanea de Mondovila, Dafnís e Alcimadura e l'Operà de Frontinhan, coll. « A Tots, 67 », Montpellier, Institut d'estudis occitans, 1981 — Livret en graphie classique
- Dimitri Aguero : Edition pour l'Orchestre de l'AMA Pays d'Aix de l'introduction instrumentale du prologue(2017)

## Discographie
- (Abrégé), Ana-Miranda (Alcimadure), Alastair Thompson (Daphnis), Orchestre de Montpellier-Roussillon, Chœur du Théâtre De Montpellier -Roussillon, direction Louis Bertholon, 2 LP Ventadorn 1981 (enregistrement Live)
- (Extraits), Françoise Masset, La Symphonie du Marais, direction Hugo Reyne, Musique aux états du Languedoc, 1 CD Astrée, 1999.
- Élodie Fonnard  (Alcimadure), François-Nicolas Geslot (Daphnis), Fabien Hyon (Janet), Hélène Le Corre (Clémence Isaure), Orchestre Baroque de Montauban, Ensemble Les Passions, dir. Jean-Marc Andrieu, L'opéra occitan, 2 CD Ligia Digital 2023